# L’Alcúdia de Crespins (stacja kolejowa)
L’Alcúdia de Crespins (hiszp. Estación de Alcudia de Crespins, kat. Estació de L’Alcúdia de Crespins) – stacja kolejowa w miejscowości Algemesí, we wspólnocie autonomicznej Walencja, w Hiszpanii.
Jest obsługiwana przez pociągi linii C-2 Cercanías Valencia i Media Distancia przewoźnika Renfe.

## Położenie stacji
Znajduje się na linii kolejowej Madryt – Walencja w km 50,7, na wysokości 280 m n.p.m..

## Historia
Stacja została otwarta w dniu 1 maja 1853 wraz z otwarciem odcinka linii Alcudia de Crespins-Xàtiva, która połączyła  Walencję i Almanasę. Prace zostały przeprowadzone przez Compañía del Ferrocarril de El Grao de Valencia a Almansa. Później zmieniono nazwę firmy na Sociedad de los Ferrocarriles de Almansa a Játiva y a El Grao de Valencia, aż w końcu, w 1862 roku przyjęto już ostateczną nazwę, a więc najbardziej znaną: Sociedad de los Ferrocarriles de Almansa a Valencia y Tarragona (AVT). W 1941 roku, po nacjonalizacji kolei w Hiszpanii stacja stała się częścią nowo utworzonego RENFE.
Od 31 grudnia 2004 infrastrukturą kolejową zarządza Adif.
W 2011 roku stacja została zmodernizowana.

## Linie kolejowe
- Madryt – Walencja